# Albillo

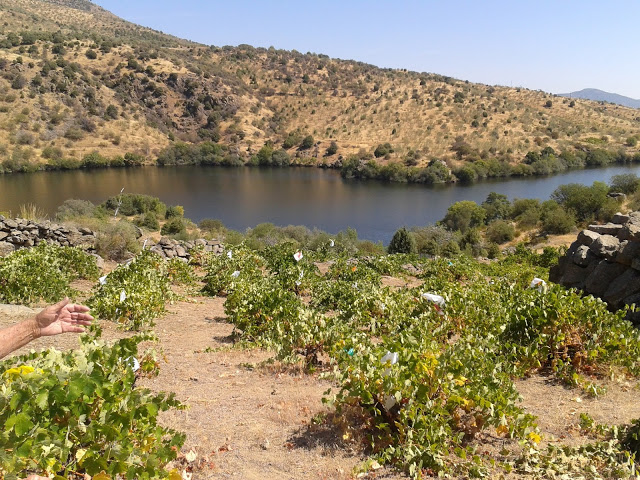
Campo con vides de albillo en El Tiemblo, Ávila, España.

La albillo es una variedad española de vid (vitis vinifera) blanca.

## Historia y descripciones
En la segunda mitad del siglo XVI el vino de San Martín, realizado con albillo, era muy popular en la corte de Madrid. Se envejecía en barricas en Ávila, una región más fría, y existía un refrán que decía: "Vino de San Martín encerrado en Ávila vale más que un florín". Se consumió también como uva de mesa, hasta que empezó a usarse más habitualmente para tal fin la uva moscatel romano y la uva Italia.
La primera mención escrita de la albillo fue realizada en la obra Agricultura general (1513) de Gabriel Alonso de Herrera. En esa obra describe al vino de esta variedad como "muy claro, de gentil color y sabor". También dijo que el vino podía conservarse algún tiempo y que su calidad mejoraba si se mezclaba con las variedades cigüente, moscatel y hebén. Hace una descripción de la vid que se corresponde muy bien con la cepa plantada en San Martín de Valdeiglesias y Cebreros:

[...] las mejores de todas las uvas blancas; son uvas redondas, pequeñas, muy apretadas en los racimos, tienen unas pintas entre prietas y leonadas, madura antes que ninguna otra. Rehúye lugares airosos, porque tiene la madera tierna y con poco aire se quebranta mucha rama. Asimismo es buena para lugares húmedos y pluviosos, porque aunque mucho llueva no se pudre ni se abre la uva.

Benito Pérez Galdos, en su novela Fortunata y Jacinta, pone en boca del anglófilo Moreno lo siguiente: "Moreno, extremando sus antipatías, sostenía que en España no hay más que tres cosas buenas: la Guardia Civil, las uvas de albillo y el Museo del Prado", 
Eduardo Abela (1885), describió a esta vid de la siguiente forma:

Sarmientos muchísimos, postrados, nada ondeados, rollizos y de color pardo rojizos; hojas algo irregulares, uvas medianas, casi iguales, blandas y  jugosas, verdes y muy apiñadas. La fama del Albino de Madrid es bien conocida, y no menos la del de Cebreros (Ávila), de donde se exporta en gran cantidad para llevarla al mercado de París

### Cepas de albillo
Simón de Rojas Clemente y Rubio (1807) argumentó que la albillo no era una variedad sino una familia de variedades:

el Albillo no es una variedad, sino una tribu que acoge dentro de ella un número elevado de variedades muy parecidas entre sí, lo que dificulta el trabajo de diferenciación entre unas y otras

Sobre las características ampelográficas, para Clemente la descripción general de la familia albillo cuenta con:

Sarmiento muchos, postrados largos delgados tiernos: Hojas pequeñas de un verde subido. Racimos casi cilíndricos.

Clemente escribió varias veces sobre la cepa albillo castellano, que pudiera ser la albillo de Madrid o la albillo mayor, frecuente la DO Ribera del Duero. Sobre la cepa albillo castellano escribió:

cepa delgada, de brota muy temprano. Sarmientos muchísimos. Hojas algo irregulares, palmeadas por lo común, con borra en la parte inferior. Racimos sumamente muchos; medianos. Uvas medianas (más pequeñas que
las del Listán común), sumamente blandas y jugosas, muy dulces y empalagosas y muy tempranas. Variedad preciosísima para vinos [...]

Sobre la albillo laleña dice que tiene "uvas poco apiñadas y verdes" y que se diferencia de la albiñllo castellano en que tiene:

Uvas más chicas, menos prolongadas, no tan blandas, de hollejo grueso, algo ásperas y menos empalagosas. La he observado en las Cuevas, pago de Sanlúcar

De la albillo loco dice que tiene:

Sarmientos tendidos largos duros: Hojas grandes borrosas, con la borra muy adherente: Racimos aovado-cilíndricos: Uvas muy apiñadas redondas verdes blanda

Según Clemente, la albillo loco se diferencia de la albillo castellano en que:

[...] brota en el tiempo ordinario. Hojas medianas, las inferiores grandes, algo irregulares, lobadas por lo común, a veces palmeadas, con los senos ensanchados o acorazonados, gajos casi enteros

De la albillo de Granada dice que:

Sarmientos broncos: Hojas medianas verdes borrosas: Uvas muy apiñadas medianas algo oblongas blancas blanda

El hecho de que existe una subdivisión dentro de la albillo es compartido por Lezcano, que en 1991 escribe:

está distribuido en tres subvariedades o bien bajo el nombre de Albillo, se conocen tres variedades distintas. Por ello, los más insignes ampelógrafos, no hacen de ella descripciones discrepantes. Así hemos podido comprobar que la de Cebreros muestra racimos de forma distinta y de un tamaño muy superior al de otras
regiones. El porte tan erguido de la variedad de la comarca de Cigales o Ribera Duero, contrasta con el rastrero de otras latitudes. La maduración precoz de sus bayas en Benavente y Tierra de Campos es diferente de la de Cigales, que lo hacen en la 3ª época. También hay grandes diferencias en el color de su epidermis que varía del amarillo claro al pardo, a causa de las lenticelas de este color que, a veces, la recubren, incluso formando una capa continua

Rodríguez-Torres (2000) definió los tres tipos de albillo que se plantan en España en función de investigaciones realizadas por el Instituto de Investigaciones Agropecuarias. El albillo descrito por Alonso de Herrera (1513) es el cultivado en San Martín de Valdeiglesias, Toro y Cebreros; el albillo descrito por Manso de Zúñiga (1905) y el albillo mayor descrito por García de los Salmones (1914) es el torrontés cultivado en la DO Ribera del Duero y Cigales; el temprano y temprano blanco de Cigales, el albillo de la comarca de Cangas del Narcea y que es llamado malvasía en la DO del Bierzo es chasselas doré.

## Regiones
El albillo de Madrid se cultiva solo en la DO Vinos de Madrid. El albillo mayor se cultiva en las DO Ribera del Duero y DO Cigales, la chasselas doré se cultiva con el nombre de albilla en la DO Ribeiro y también se cultiva otro albillo distinto en la DO del Hierro y la DO La Palma.
Según la Orden APA/1819/2007, de 13 de junio (BOE del día 21), la albillo es una variedad de vid destinada a la producción de vino recomendada en el Principado de Asturias, Islas Canarias (gual), Castilla-La Mancha, Castilla y León, Extremadura (pardina) y Madrid. Está autorizada en Cantabria, Castilla-La Mancha (pardillo o marisancho) y en Galicia. Es variedad principal en la Denominación de Origen Vinos de Madrid y autorizada en la Denominación de Origen Ribeiro. Otras denominaciones en las que se cultiva son: Almansa, casi todas las de Canarias, Manchuela, Ribera del Duero (allí es el único varietal blanco autorizado), Arlanza, La Rioja, Toro y Chacolí de Vizcaya.

## Vinos
Cuando se presenta como un vino joven realizado con fermentación controlada es un vino blanco con algo de cuerpo, glicérido, muy aromático y con un alto índice de azúcar. También se someten a crianza en barrica de roble o a fermentación en dichas barricas, dando lugar a vinos muy particulares y de buena aceptación en el mercado. Como contraputo, destaca su baja acidez y su tendencia a oxidarse en botella, por lo que se recomienda su consumo en enero y junio, que es cuando la uva tiene su mejor momento.

## Sinónimos
La albillo recibe distintos nombres (a menudo asociados a distintas cepas): albilla, albillo de Cebreros, albillo de Madrid, albillo de Toro, albillo castellano, blanco del país, castellano, gual, hoja vuelta, nieves temprano, pardillo, abuela, acerba, acerva, albarin blanco, albil prado, albilo kasteliano, albillo blanco, albillo blanco fino, albillo cagalon, albillo castillian, albillo de Granada, albillo de Huebla, albillo de san Jerónimo, albillo dorado, albillo prado, albillo peco, albillo peco de Trebugena, albillo real, albillo temprano, albillo verdal, albuela, alvilla, alvillo, arvilla, besto maduro, blanco castellano, blanco país, blanco ribera, blanco rivera, cagalon, cepa canasta, cepa de Lena, de Lena, hogazuela, hogomela, nives temprano, ojo de liebre, pardillo de albillo, picapol, prolifera, temprano de Campo Real, temprano de mora, uva de Lena, uva pardilla y verdaguilla.
Hay cinco variedades que tienen la palabra albillo como parte de su nombre: albillo de Albacete, albillo krimskii, albillo mayor, albillo real y albillo real de Granada. De todas ellas, solo la variedad albillo real es llamada también albillo.
La palabra albillo también es usada como sinónimo de la uva pardina. El término albillo negro es usado como sinónimo de la tempranillo.